# Bertrand Dumont
Pour les articles homonymes, voir Dumont.
Bertrand Dumont, né le 2 juillet 1973 à Rives, est un haut fonctionnaire français, directeur général du Trésor depuis janvier 2024.

## Biographie
Il est ancien élève de l'École normale supérieure et agrégé d'histoire (1996). Il fait l'ENA, membre de la promotion Nelson Mandela (1999-2001), dont il sort dans le corps des Administrateurs civils de l'Etat français,.
Il commence sa carrière en 2001 à la Direction du Trésor du Ministère des Finances. 
À partir de décembre 2005, il est nommé conseiller de l'administrateur pour la France au Fonds monétaire international et à la Banque mondiale.
En août 2007, il est réintégré au ministère des finances, puis nommé conseiller pour les affaires internationales au cabinet de Christine Lagarde, alors ministre de l'Économie, des finances et de l'emploi,.
En 2010, il est nommé membre du cabinet de Michel Barnier, commissaire européen au Marché intérieur et aux Services. D'abord conseiller chargé des services financiers, il est chef de cabinet du commissaire en 2014.
En 2015, il quitte provisoirement l'Administration et rejoint la banque HSBC comme directeur de la gestion prudentielle,.
En mai 2017, il revient au Ministère de l'Économie comme directeur adjoint de cabinet de ministre Bruno Le Maire. Il est nommé en septembre 2018 directeur général adjoint de la direction générale du Trésor. En novembre 2020, il succède à Emmanuel Moulin comme directeur de cabinet de Bruno Le Maire, poste auquel Jérome Fournel lui succède le 12 janvier 2024. À cette date, il est nommé directeur général du Trésor au Ministère de l'Économie, des Finances et de la Souveraineté industrielle et numérique en remplacement d'Emmanuel Moulin,, nommé directeur de cabinet du Premier ministre Gabriel Attal.
Avec Emmanuel Moulin et Jérôme Fournel, aussi mis en place par Alexis Kohler, il partage ainsi depuis 2017 les plus hautes responsabilités de l'administration.